# Luxemburgo en los Juegos Olímpicos de Tokio 2020
Luxemburgo estuvo representado en los Juegos Olímpicos de Tokio 2020 por un total de 12 deportistas que compitieron en 7 deportes. Responsable del equipo olímpico fue el Comité Olímpico y Deportivo Luxemburgués, así como las federaciones deportivas nacionales de cada deporte con participación.
Los portadores de la bandera en la ceremonia de apertura fueron los nadadores Raphaël Stacchiotti y Christine Majerus. El equipo olímpico luxemburgués no obtuvo ninguna medalla en estos Juegos.